# Necromanteion
Necromanteion (также Necromanteion IV) — четвёртый студийный альбом немецкой готической группы Garden Of Delight, вышедший в 1994 году на лейбле Dion Fortune Records. В 2012 году на лейбле Solar Lodge вышло переиздание диска, названное Necromanteion IV (Rediscovered) и содержащее те же треки, что и оригинальная версия, но в более качественном звучании.

## Концепция и тематика
Диск был задуман как концептуальный. Композиции, представленные на нём, объединены общим сюжетом, развивающим шумерский миф о спуске богини Иштар (Инанны) в Иркаллу, подземное царство мёртвых, где правила богиня Эрешкигаль. Помимо многочисленных отсылок к шумерским сказаниям, на альбоме присутствует немало аллюзий на произведения известных мистиков и оккультистов; это нашло отражение и в оформлении буклета диска, в котором содержатся цитаты из книг средневекового теолога Иоганна Андреэ, оккультиста Элифаса Леви, французского писателя Анри Антуана Жюль-Буа, британского мага и основателя Телемы Алистера Кроули, американских писателей-фантастов Говарда Лавкрафта и Кларка Эштона Смита. В композиции «Necromanteion (S.O.C.R.)» используется розенкрейцерский символизм, тогда как в других песнях («The Relation of Light to Shadow», «Spirit Invocation», «Downwards to a Sea», «Watchers out of Time») встречаются намёки на «мифологию Ктулху» Говарда Лавкрафта.

## Стиль, отзывы критиков
Брайан Стэблфорд, оценивая альбом в своей книге «Готические гротески», указал, что тексты песен страдают от несколько поверхностного знакомства Артауда Сета с английским стихосложением, однако сами композиции назвал «звучными и вызывающе мощными, несмотря на траурность последних четырёх треков». Стэблфорд также заявил, что Necromanteion прямо продолжает те традиции, которые заложила группа Fields of the Nephilim на альбоме Elizium.
Курт Ингельс, критик из онлайн-журнала Dark Entries, поставил альбому восемь баллов из десяти. По его словам, диск обеспечил Garden Of Delight ведущую позицию среди всех немецких исполнителей готик-рока. Ингельс назвал атмосферу альбома «душной, сверхъестественной, полной тоски и таинственности», и также указал на сходство между творчеством группы и работами Fields of the Nephilim.
Дирк Лансер, музыкальный критик и автор биографии Garden of Delight, описывая диск, заметил, что изначальная концепция альбома довольно слабо прослеживается в композициях, тексты которых слишком усложнены и трудны для понимания. Тем не менее, если знакомиться с историей Инанны с конца, от последнего трека к первому, она становится более ясной. Музыкальную составляющую Necromanteion Лансер описал как «характерную смесь гулких звуков, мощных гитарных партий и посвящённых оккультизму текстов, исполненных чистым низким голосом»; он также отметил, что на этом альбоме группа звучит тяжелее и грубее, чем раньше.

## Список композиций
Все тексты: Артауд Сет. Музыка: Garden Of Delight.
1. «The Relation of Light to Shadow» — 6:32
2. «Colder» — 5:09
3. «Spirit Invocation» — 5:18
4. «Necromanteion (S.O.C.R.)» — 6:50
5. «Downwards to a Sea» — 3:51
6. «Arcana» — 3:22
7. «Watchers out of Time» — 7:15

## Участники записи
- Артауд Сет — вокал, программирование
- Том О’Коннелл — гитара
- Адриан Хейтс — бас-гитара